# 아빠 품에
"아빠 품에"는 1970년 공개된 대한민국의 영화이다.

## 배역
- 최무룡
- 윤정희
- 김동원
- 김신재